# Un beau tumulte !
Un beau tumulte ! est une nouvelle d’Anton Tchekhov, publiée en 1886.

## Historique
Un beau tumulte est initialement publié dans la revue russe Le Journal de Pétersbourg, numéro 33, du 3 février 1886, signée Antocha Tchékhonté. Le sous-titre est Extrait d’un roman. Aussi traduit en français sous le titre Tumulte.

## Résumé
Maria Pavletskaïa, jeune gouvernante dans la maison Kouchkine, a la surprise de trouver Monsieur et Madame Kouchkine dans sa chambre au retour de sa promenade.
Ils fouillent les chambres de tous les employés à la recherche d’une broche de deux mille roubles appartenant à Madame. 
Maria est outrée : comment ose-t-on la soupçonner ? À table, Mme Kouchkine confirme qu’elle soupçonne tout le monde y compris Maria : « Je n’ai pas confiance dans ces miséreux qui ont de l’instruction. »
Maria décide de quitter immédiatement cette maison. Monsieur Kouchkine tente de l’en dissuader. Il lui fait des excuses, mais cela ne compte pas, car dans la maison Kouchkine tout appartient à Madame. Lui n’est qu’un parasite rongé par l’alcool. Il finit par lui avouer que c’est lui qui a volé la broche : il avait besoin d’argent, et sa femme ne lui en donne pas. Il admire la décision de partir de Maria : elle sait « ressentir une offense », il regrettera « le seul visage humain de cette maison. »

## Édition française
- Un beau tumulte !, traduit par Madeleine Durand et Édouard Parayre, révision de Lily Dennis, éditions Gallimard, Bibliothèque de la Pléiade, 1967  (ISBN 978 2 07 0105 49 6).